# Amorinópolis
Amorinópolis is een gemeente in de Braziliaanse deelstaat Goiás. De gemeente telt 3.484 inwoners (schatting 2009).

## Aangrenzende gemeenten
De gemeente grenst aan Iporá en Ivolândia.